# Élection présidentielle bulgare de 2021
L'élection présidentielle bulgare de 2021 (en bulgare : Президентски избори в България 2021) a lieu les 14 et 21 novembre 2021 afin d'élire pour cinq ans le président et le vice-président de la République de Bulgarie. Des élections législatives sont organisées en même temps que le premier tour.
Le président sortant Roumen Radev manque de peu d'être réélu dès le premier tour. Il se retrouve par conséquent en ballotage avec Anastas Guerdjikov au second tour. Sans surprises, il remporte largement le second tour avec près de deux tiers des voix.

## Contexte
|  |

L'élection présidentielle de novembre 2016 est remportée par Roumen Radev. Candidat indépendant dont la candidature est portée par le Parti socialiste (BSP), Radev l’emporte au second tour contre Tsetska Tsatcheva, candidate de Citoyens pour le développement européen de la Bulgarie (GERB), le parti du Premier ministre Boïko Borissov. Le nouveau président met notamment en avant sa détermination à lutter contre la corruption, particulièrement répandue dans le pays, sa posture de fermeté à l'encontre de la crise migratoire en Europe et sa volonté de parvenir à une annulation des sanctions économiques de l'UE contre la Russie.
Directement remis en cause, Borissov démissionne, ouvrant la voie à plusieurs mois de tentatives de formation d'une nouvelle coalition. Celles-ci se révèlent cependant infructueuses, et les principaux partis bulgares s'accordent sur la nécessité de nouvelles élections. Les élections législatives organisées en mars 2017 voient arriver en tête le parti Citoyens pour le développement européen de la Bulgarie (GERB) avec 32,65 % des suffrages et 95 sièges sur 240. Ce bon résultat permet à Boïko Borissov de conserver la fonction de Premier ministre, à la tête d'une coalition GERB-Patriotes unis.
Un scandale touchant d'importantes personnalités au sein du gouvernement ainsi que du GERB éclate cependant en mars 2019. Le journal d'investigation Bivol.bg, en partenariat avec Radio Free Europe et l'ONG « Fond anti corruption » révèle en effet que Tsvetan Tsvetanov, le vice-président du GERB considéré comme le bras droit de Borissov, a acheté un appartement de haut luxe à un prix bradé de plus d'un quart de sa valeur réelle. Des soupçons de corruption prennent rapidement forme, tandis que le scandale s'étend à plusieurs membres haut placés du GERB, dont les ministres de la Justice, des Sports, de l’Énergie et de la Culture ; tous ayant acheté ces logements bradés à la même compagnie, Artex Engineering. Le bureau du procureur général et la commission nationale anti-corruption ouvrent des enquêtes, tandis que l'ensemble des personnalités concernées démissionnent de leurs fonctions.

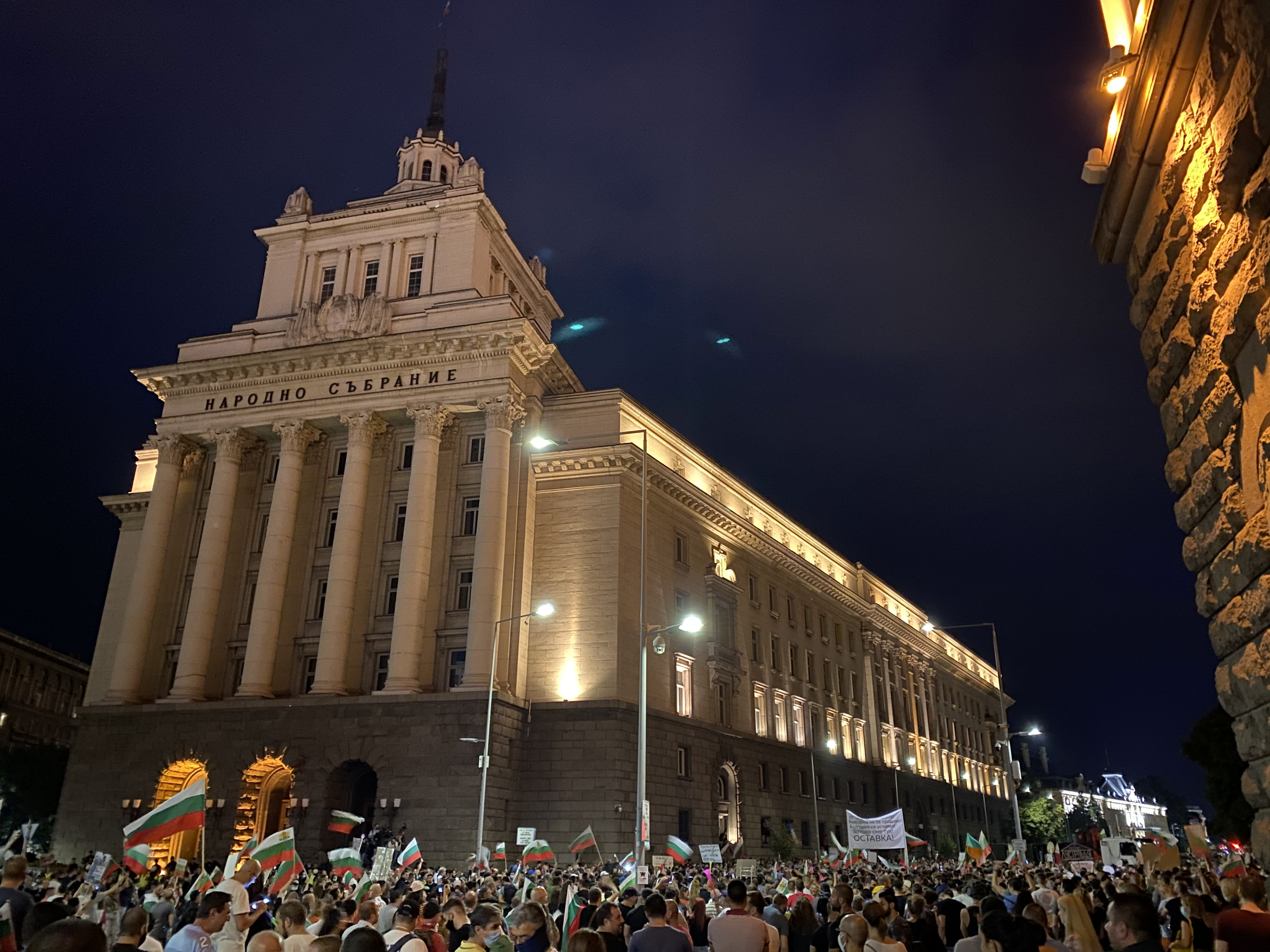
Manifestation le 17 juillet à Sofia.

Le scandale est un coup dur pour le gouvernement Borissov, dont la perception devient entachée d'une aura de corruption généralisée. La popularité du parti au pouvoir chute à 13 %, et celle du Premier ministre à 28 %. En juillet et août 2020, Borissov est confronté à d’importantes manifestations anti-gouvernementales qui font augurées des élections anticipées, mais le Premier ministre se maintient en place jusqu'aux législatives d'avril 2021. Le scrutin voit se maintenir en tête la coalition menée par le parti GERB du Premier ministre sortant. Celle-ci observe cependant un net recul qui fragilise Borissov, dont les alliés nationalistes, qui se présentaient divisés, perdent toute représentation à l’Assemblée nationale. À l'inverse, de nouveaux partis issus de la contestation anti-gouvernementale y font leur entrée, dont le parti Il y a un tel peuple (ITN) du chanteur et présentateur de télévision Slavi Trifonov — l'un des critiques les plus virulents de Borissov —, ainsi que la coalition Debout ! Mafia dehors ! dont la dirigeante Maya Manolova affirme vouloir « bouter la mafia hors du gouvernement et des finances publiques ». La montée de ces nouveaux partis se fait notamment au détriment de la coalition BSP pour la Bulgarie, dirigée par le Parti socialiste.
Le manque de cohésion idéologique des formations sorties victorieuses du scrutin et leur opposition à une alliance avec le GERB arrivé en tête empêche la formation d'un gouvernement de coalition et provoque  la tenue d’élections anticipées en juillet 2021. Si celles-ci voient Il y a un tel peuple devenir le premier parti à l'Assemblée nationale, devançant de peu la coalition menée par le GERB, ses résultats sont à peu près identiques à ceux d'avril et ne permettent donc pas de mettre fin à la situation de blocage institutionnel. Comme trois mois plus tôt, les tentatives de formation d'un gouvernement échouent rapidement, tout en étant marquées par la tentative vivement décriée de Trifonov d'imposer un gouvernement minoritaire d'ITN, excluant toute coalition. Le président Radev annonce alors la tenue des nouvelles élections législatives pour le 14 novembre, en même temps que le premier tour de l'élection présidentielle, avancé d'une semaine sur la date prévue, afin d'en réduire les coûts,.

## Système électoral
Le président de la république de Bulgarie est élu pour un mandat de cinq ans au scrutin uninominal majoritaire à deux tours en même temps que le vice-président. Est élu le candidat qui réunit plus de la moitié des suffrages exprimés. À défaut, les deux candidats ayant obtenu le plus de voix s'affrontent lors d'un second tour organisé dans les sept jours. Le candidat ayant le plus de voix est alors élu. En cas de litige, la Cour constitutionnelle doit trancher dans un délai d'un mois après l’élection.
En vertu de l’article 93 de la Constitution, peut être élu président de la république tout citoyen bulgare de 40 ans révolus, qui vit en Bulgarie depuis au moins cinq ans et qui répond aux critères d'éligibilité des députés (citoyen n’ayant pas de double nationalité et ne faisant pas l’objet d'une mise sous tutelle ou d’une peine de privation de liberté).

## Campagne
La présidentielle de 2021 est marquée par un nombre record de candidats, un total de 23 candidatures ayant été approuvées par le Commission électorale centrale. Le précédent record, atteint lors des élections de 1992 et 2016, était de 21 candidats,.
Le président sortant, Roumen Radev, annonce le 1er février 2021 son intention de briguer un second mandat, avec à nouveau Iliana Iotova pour vice-présidente. Bien que possédant peu de pouvoir au sein du régime parlementaire bulgare, Radev achève son mandat de cinq ans sur l'image d'un président très actif en politique, en particulier lors des récentes manifestations anti-gouvernementales. En reconnaissant les demandes de la population en matière de lutte contre la corruption comme légitimes, et en les soutenant explicitement, le président aurait ainsi renforcé l'institution présidentielle en faisant d'elle un poste clé malgré son absence de pouvoirs dans les textes. Ces mêmes déclarations lui valent malgré tout des critiques, ses rivaux l'accusant d'avoir divisé le pays à des fins politiques. Lors de la campagne, Roumen Radev bénéficie d'une bonne popularité qui lui permet de se positionner en tête des sondages d'opinions.

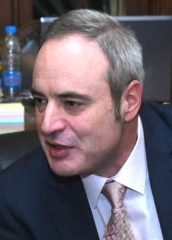
Anastas Guerdjikov.

Candidat sans étiquette soutenu par le parti Citoyens pour le développement européen de la Bulgarie de l'ancien Premier ministre Borrissov, le recteur de l’université de Sofia, Anastas Guerdjikov, devient le principal concurrent de Radev dans les sondages, bien que largement distancé.
Le dirigeant du parti Social-démocratie bulgare, Aleksandar Tomov, fait l'annonce de sa candidature le 11 septembre dans la foulée de celle de la tenue du scrutin pour le 14 novembre. Son colistier est Lachezar Avramov.
Les candidatures de plusieurs autres personnalités sont acceptées, dont celles de Veselin Mareshki, homme d’affaires et chef du parti Volya, ainsi que de Boyan Rasate, candidat du parti néonazi Union nationale bulgare-Nouvelle démocratie. Ce dernier fait parler de lui en participant au saccage des locaux du principal centre LGBT de Bulgarie le 30 octobre 2021. Des personnes participant à une réunion au sein du local auraient été violentées et menacées à cette occasion. Si plusieurs partis politiques et ambassadeurs condamnent l’attaque, le gouvernement ne fait pas de déclaration concernant l'évènement, une position vivement critiquée par les défenseurs des droits LGBT. Mis en garde à vue 72 heures, Rasate voit son immunité de candidat à la présidence levée avant d'être inculpé pour vandalisme et coups et blessures. Déjà condamné à six mois de prison pour troubles de l'ordre public lors d'une marche des fiertés organisée à Sofia en 2008, il encourt jusqu'à cinq ans de prison.
La campagne se déroule en pleine pandémie de Covid-19, et devient rapidement un facteur aggravant en raison du manque d'engagement des partis en faveur de la vaccination ainsi que des candidats à la présidence. Marquée par la montée du variant Delta, la pandémie est en effet facilitée par le taux très bas de vaccination, la Bulgarie étant en septembre 2021 le pays le moins vacciné de l'Union européenne avec seulement 20 % de la population adulte, contre 69 % en moyenne dans l'UE. Le pays est alors sujet à un « scepticisme généralisé » à l'égard du vaccin, une situation aggravée par l'absence d'une réelle campagne de santé publique sur le sujet et le silence de la classe politique. Redoutant de s'engager en pleine campagne électorale sur un sujet dont la population se méfie, aucun candidat n'appelle ainsi la population à se faire vacciner. L'aggravation de la situation sanitaire conduit finalement le gouvernement à resserrer à partir du 7 septembre les restrictions imposées aux évènements et lieux publics. L'introduction à partir du 21 octobre d'un passe sanitaire — obligatoire pour l'accès aux écoles, restaurants ainsi que pour rendre visites aux patients des hôpitaux — provoque une ruée sur les vaccins, mais également des manifestations d'une partie de la population opposée à cette mesure, encouragée par les critiques de l'ensemble des principaux partis politiques à l'encontre du gouvernement d'intérim,,,. La situation conduit le président adjoint de la Commission électorale centrale, Rositsa Mateva, à préciser publiquement que le passe sanitaire n'est pas requis pour participer au scrutin de novembre.

## Sondages
Le graphique qui aurait dû être présenté ici ne peut pas être affiché car il utilise l'ancienne extension Graph, désactivée pour des questions de sécurité. Des indications pour créer un nouveau graphique avec la nouvelle extension Chart sont disponibles ici.

## Résultats
| Candidats (et colistiers) | Candidats (et colistiers)               | Partis                   | Premier tour | Premier tour | Second tour | Second tour |
| Candidats (et colistiers) | Candidats (et colistiers)               | Partis                   | Voix         | %            | Voix        | %           |
| ------------------------- | --------------------------------------- | ------------------------ | ------------ | ------------ | ----------- | ----------- |
|                           | Roumen Radev Iliana Iotova              | Indépendant              | 1 322 385    | 49,42        | 1 539 650   | 66,72       |
|                           | Anastas Guerdjikov Nevyana Miteva       | Indépendant              | 610 862      | 22,83        | 733 791     | 31,80       |
|                           | Mustafa Karadayi Iskra Mihailova        | DPS                      | 309 681      | 11,57        |             |             |
|                           | Kostadin Kostadinov Elena Guncheva      | V                        | 104 832      | 3,92         |             |             |
|                           | Lozan Panov Maria Kasimova-Moase        | Indépendant              | 98 488       | 3,68         |             |             |
|                           | Luna Yordanova Iglena Ilieva            | Indépendante             | 21 733       | 0,81         |             |             |
|                           | Volen Nikolov Siderov Magdalena Tasheva | Ataka                    | 14 792       | 0,55         |             |             |
|                           | Svetoslav Vitkov Veselin Belokonski     | GV                       | 13 972       | 0,52         |             |             |
|                           | Milen Mihov Mariya Tsvetkova            | VMRO-BND                 | 13 376       | 0,50         |             |             |
|                           | Rosen Milenov Ivan Ivanov               | Indépendant              | 12 644       | 0,47         |             |             |
|                           | Goran Blagoev Ivelina Georgieva         | RB                       | 12 323       | 0,46         |             |             |
|                           | Veselin Mareshki Polina Tsankova        | Volya                    | 10 536       | 0,39         |             |             |
|                           | Valeri Simeonov Tsvetan Manchev         | PF                       | 8 568        | 0,32         |             |             |
|                           | Nikolay Malinov Svetlana Koseva         | RRM                      | 8 213        | 0,31         |             |             |
|                           | Tsveta Kirilova Georgi Tutanov          | Indépendante             | 7 706        | 0,29         |             |             |
|                           | Aleksandar Tomov Lachezar Avramov       | SDB-E                    | 7 235        | 0,27         |             |             |
|                           | Boyan Rasate Elena Vatashka             | BNU-ND                   | 6 798        | 0,25         |             |             |
|                           | Marina Malcheva Savina Lukanova         | Indépendante             | 6 315        | 0,24         |             |             |
|                           | Zhelyo Zhelev Kalin Krulev              | SNB                      | 6 154        | 0,23         |             |             |
|                           | Blagoy Petrevski Sevina Hadjiyska       | UBDD                     | 5 518        | 0,21         |             |             |
|                           | Yolo Denev Mario Filev                  | Indépendant              | 5 394        | 0,20         |             |             |
|                           | Maria Koleva Gancho Popov               | Pravoto                  | 4 666        | 0,17         |             |             |
|                           | Georgi Georgiev-Goti Stoyan Tsvetkov    | BNO                      | 2 958        | 0,11         |             |             |
|                           | « Aucun d'entre eux »                   | « Aucun d'entre eux »    | 60 786       | 2,27         | 34 169      | 1,48        |
|                           |                                         |                          |              |              |             |             |
| Votes valides             | Votes valides                           | Votes valides            | 2 675 935    | 99,65        | 2 307 610   | 99,83       |
| Votes blancs et nuls      | Votes blancs et nuls                    | Votes blancs et nuls     | 9 487        | 0,35         | 3 909       | 0,17        |
| Total                     | Total                                   | Total                    | 2 685 422    | 100          | 2 311 519   | 100         |
| Abstention                | Abstention                              | Abstention               | 4 264 516    | 61,36        | 4 557 218   | 66,35       |
| Inscrits / participation  | Inscrits / participation                | Inscrits / participation | 6 949 938    | 38,64        | 6 868 737   | 33,65       |

 Représentation des résultats du second tour :
| Roumen Radev (66,72 %) |  |  |  | Anastas Guerdjikov (31,80 %) |
| ▲                      |  |  |  |                              |
| Majorité absolue       |  |  |  |                              |

## Analyse
Totalisant un peu plus de 49 % des suffrages exprimés, Roumen Radev manque de peu d'être réélu dès le premier tour. Un ballotage a par conséquent lieu une semaine plus tard avec Anastas Guerdjikov, arrivé lointain deuxième avec 21 %. La participation au premier tour s'établit à un taux historiquement bas de 38,64 %.
Roumen Radev remporte sans surprise le second tour avec les deux tiers des suffrages exprimés. La victoire de Radev, fortement engagé sur le thème de la lutte contre la corruption, conforte la coalition Nous continuons le changement, arrivée en tête des législatives sur ce thème, celle-ci étant alors en tractation pour la formation d'un gouvernement,. Ses dirigeants, Kiril Petkov et Assen Vassilev, félicitent le soir même Radev pour sa réélection, annonçant être prêts à travailler avec lui.